# 蘇黎世女子足球會
蘇黎世女子足球會（FC Zürich Frauen）是一家瑞士的女子足球球會，位於蘇黎世。大球隊是瑞士中最成功的女子足球隊，一共贏得 24 次聯賽冠軍，15 次盃賽冠軍。球隊目前在瑞士頂級的瑞士女子超級足球聯賽。

## 歷史
蘇黎世女子足球會成立於1970年4月24日，當時名為施巴赫體育會（SV Seebach）的一部分。球隊在1980年首奪聯賽冠軍，一年後更是贏得聯賽和盃賽雙冠。
2005年，球隊從原有的球會分拆出來，並更名為「蘇黎世施巴赫女子足球會」（FFC Zürich Seebach）。
2008年，球隊與蘇黎世足球會合併，並再度更名為現有名稱。 

## 榮譽

### 本土
- 瑞士女子超級足球聯賽（英语：Swiss Women's Super League） (24):
  - 1980, 1981, 1982, 1983, 1985, 1987, 1988, 1990, 1991, 1993, 1994, 1998, 2008, 2009, 2010, 2012, 2013, 2014, 2015, 2016, 2018, 2019, 2022, 2023
- 瑞士女子盃（英语：Swiss Women's Cup） (15):
  - 1981, 1986, 1987, 1988, 1989, 1990, 1993, 2007, 2012, 2013, 2015, 2016, 2018, 2019, 2022

### 邀請賽
- 芒通足球錦標賽（英语：Menton Tournament）: 1 1990

## 外部連結
- 官方网站